# Murray (Nueva York)
Murray es un pueblo ubicado en el condado de Orleans en el estado estadounidense de Nueva York. En el año 2000 tenía una población de 6,259 habitantes y una densidad poblacional de 78 personas por km².

## Geografía
Murray se encuentra ubicado en las coordenadas 43°14′59″N 78°3′29″O / 43.24972, -78.05806.

## Demografía
Según la Oficina del Censo en 2000 los ingresos medios por hogar en la localidad eran de $38,672 y los ingresos medios por familia eran $45,184. Los hombres tenían unos ingresos medios de $32,795 frente a los $26,113 para las mujeres. La renta per cápita para la localidad era de $14,620. Alrededor del 6.9% de la población estaban por debajo del umbral de pobreza.